# Vahl-lès-Faulquemont
Vahl-lès-Faulquemont é uma comuna francesa na região administrativa de Grande Leste, no departamento de Mosela. Estende-se por uma área de 6,18 km². Em 2010 a comuna tinha 255 habitantes (densidade: 41,3 hab./km²).